# Spencer & Hill
Spencer & Hill ist der Name eines deutschen House-Projekts, das von den DJs und Produzenten Manuel Reuter und Manuel Schleis gegründet wurde. Im Jahre 2006 trat der ebenfalls deutsche DJ Dennis Nicholls dem Duo bei.

## Karriere
Im Jahr 2004 gründeten die DJs Manuel Reuther, besser bekannt als Manian, Produzent und DJ von Projekten wie R.I.O. oder Cascada, zusammen mit Manuel Schleis das Projekt „Spencer & Hill“. Bekannt sind sie außerdem als „Peter Spencer & Josh Hill“ oder „S&H Project“ zu Liedern eigener und sämtlichen weiteren Musikern wie Ian Carey, Taio Cruz, Bob Sinclar oder Medina.
Als erste Veröffentlichung erschien im Oktober 2005 eine EP mit dem Titel Spencer & Hill EP. Diese enthielt ihre ersten drei Aufnahmen. Daraufhin veröffentlichte das Duo im November 2005 auch ihre erste Single. Diese erschien unter dem Namen Wanna Be. Die Single enthielt neben dem Song auch zwei weitere Titel. Die EP sowie auch die Single wurden vom Plattenlabel Star Rouge Records veröffentlicht. Zudem trat der deutsche DJ Dennis Nicholls alias D-Stylez, der gemeinsam mit Manian das Projekt Twoloud bildet, dem Projekt inoffiziell bei, hält sich aber im Hintergrund, somit gelten Spencer & Hill weiterhin als Duo.
Im Jahr 2009 wählten die DJs und Händler, die auch die Deutschen Dance Charts (DDC) erstellen, Spencer & Hill zum „Dance Act of the Year 2009“. Neben etlichen Platzierungen in den Dance-Charts sämtlicher Länder landeten sie Ende 2009 mit dem Song Trespasser ihre erste Platzierung in den offiziellen österreichischen Single-Charts.
Der, im Jahre 2010, erschienene Titel Cantina war der erste Song, der über das Dance-Label Kontor Records erschien. Der Track wurde in Zusammenarbeit Bastian Van Shield aufgenommen. Er basiert auf dem Soundtrack zu Star Wars. Daraufhin erschienen mehrere Singles über Kontor, als auch über Manians eigenes Label Zooland Records.
Im Februar 2011 veröffentlichten sie das erste Album ihrer Kompilations-Reihe House Beats Made in Germany. Ein Jahr später, im Februar 2012, erschien Vol. 2. Die Reihe enthält neben den größten Erfolgen ihrer Karriere, Remixen des Duos, auch sämtliche weitere Dance- und Elektro-Hits dieser Zeit.
im Jahre 2012 feierten sie mit ihren Singles Believe It mit der pakistanischen Sängerin Nadia Ali, Surrender mit Ari und Let Out da Freak gemeinsam mit der deutschen Sängerin Mimoza ihre größten kommerziellen Erfolge. Die Tracks bilden eine Mischung aus Popmusik und ihrem typischen Electrostil. Parallel erschienen über die Plattenlabel Spinnin’ Records und Wall Records zahlreiche Non-Vocal Tracks. Des Weiteren erhielt das Duo Remixaufträge von bekannten Musikern wie David Guetta und Showtek.

## Mitglieder
- Dennis Nicholls
- Manuel Reuter (* 7. Juli 1978 in Bonn)
- Manuel Schleis (* 1979 in Wiesbaden)

## Diskografie
Alben
- 2011: House Beats Made in Germany Vol.1
- 2012: House Beats Made in Germany Vol.2

EPs
- 2005: Spencer & Hill EP
- 2008: Most Wanted EP
- 2008: Housebeat EP
- 2009: Flat EP
- 2012: 1234 EP

Singles
- 2005: Wanna Be
- 2006: Back in the Love
- 2006: When the Lights Turn Off
- 2007: Get It On
- 2009: Cool
- 2009: Trespasser
- 2010: Excuse Me
- 2010: Cantina (vs. Bastian Van Shield)
- 2011: Yeah Yeah Yeah
- 2011: One Touch Away
- 2011: Believe It (feat. Nadia Ali)
- 2012: Surrender (feat. Ari)
- 2012: Let Out Da Freak (feat. Mimoza)
- 2013: Pump it up
- 2013: Dead or Alive